# 墨脱山小橘
墨脱山小橘（学名：Glycosmis motuoensis）为芸香科山小橘属下的一个种。

## 扩展阅读
- 維基物種上的相關：墨脱山小橘